# シャイアン族
シャイアン（－ぞく、Cheyenne）とは、アメリカ合衆国のインディアン部族の一つ。ワイオミング州の州都シャイアンはシャイアン族に因んでいる。
ワイオミング周辺を領域とした「北シャイアン族」と、オクラホマ周辺を領域とした「南シャイアン族」の二大支族に分かれる。現在も同盟関係にあるダコタ・スー族が彼等を「わからぬ言葉を使う人」と呼んだのが訛ってシャイアンと呼ばれるようになった。彼等自身の自称は「我ら同胞」を意味する「Tsetsêhestâhese」、または「Dzitsi'stäs」。

## 歴史
シャイアン族とスー族はブラックヒルズなどをめぐり敵対関係にあったが、後に北方シャイアンはダコタ・スー族と同盟関係になり、リトルビッグホーンの戦いではダコタ・ラコタのスー族と、同じく同盟関係にあったアラパホー族の連合軍が、カスター中佐率いる第七騎兵隊を壊滅させた。

### 部族の強制移住

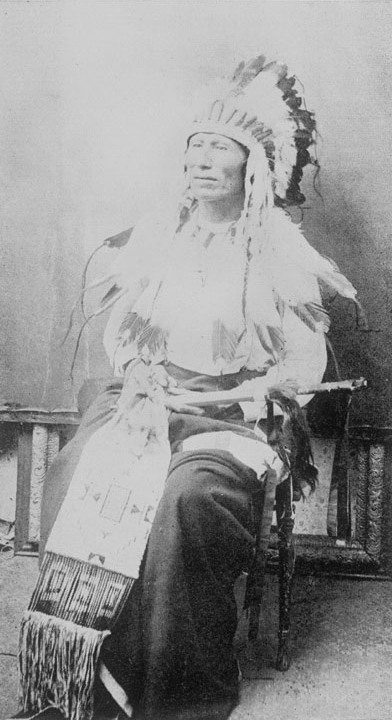
ヴォーヘヘベ酋長（ダル・ナイフ）

1868年のアメリカ政府との「ララミー条約」で、シャイアン族全部族員はオクラホマの保留地に強制収用され、インディアン管理局によって狩猟を禁じられ、食料の配給をごまかされて飢餓に陥った。
1878年、南北シャイアン族のうち、北方シャイアン族のヴォーヘヘベ酋長（ダル・ナイフ）とオコホモザーケタ酋長（リトル・ウルフ）が、ワイオミングの故郷に向け絶望的な逃亡を行った。この逸話は映画『シャイアン』の題材となった。彼らに続く者たちが本来のモンタナに保留地を認めさせ、現在、北方シャイアン族はモンタナに、南方シャイアン族はオクラホマに保留地を得ることとなった。

## 文化
現在のワイオミング州からコロラド州までの平原地帯を領域とし、ティピーを使ってバッファローなど野生動物を追う、移動型の狩猟生活を営んでいた。バッファローが手に入らない時にはウサギなどを狩り、湖沼や川ではマス、カメを捕らえた。保存用のバッファローの肉はペミカンの材料となり、湖沼でとれるワイルドライスは煮物に用いられ、現在でも名物料理として残っている。
言語学ではアルゴンキン語族に属する。スー族とシャイアンの例に漏れず、平原のインディアン部族はそれぞれ独自の言語を持っていて、会話が成立し難いため、平原の部族は独自の「指言葉（平原インディアン手話）」を発達させていた。言葉を口にせずとも、これで対話ができた。

## 著名人

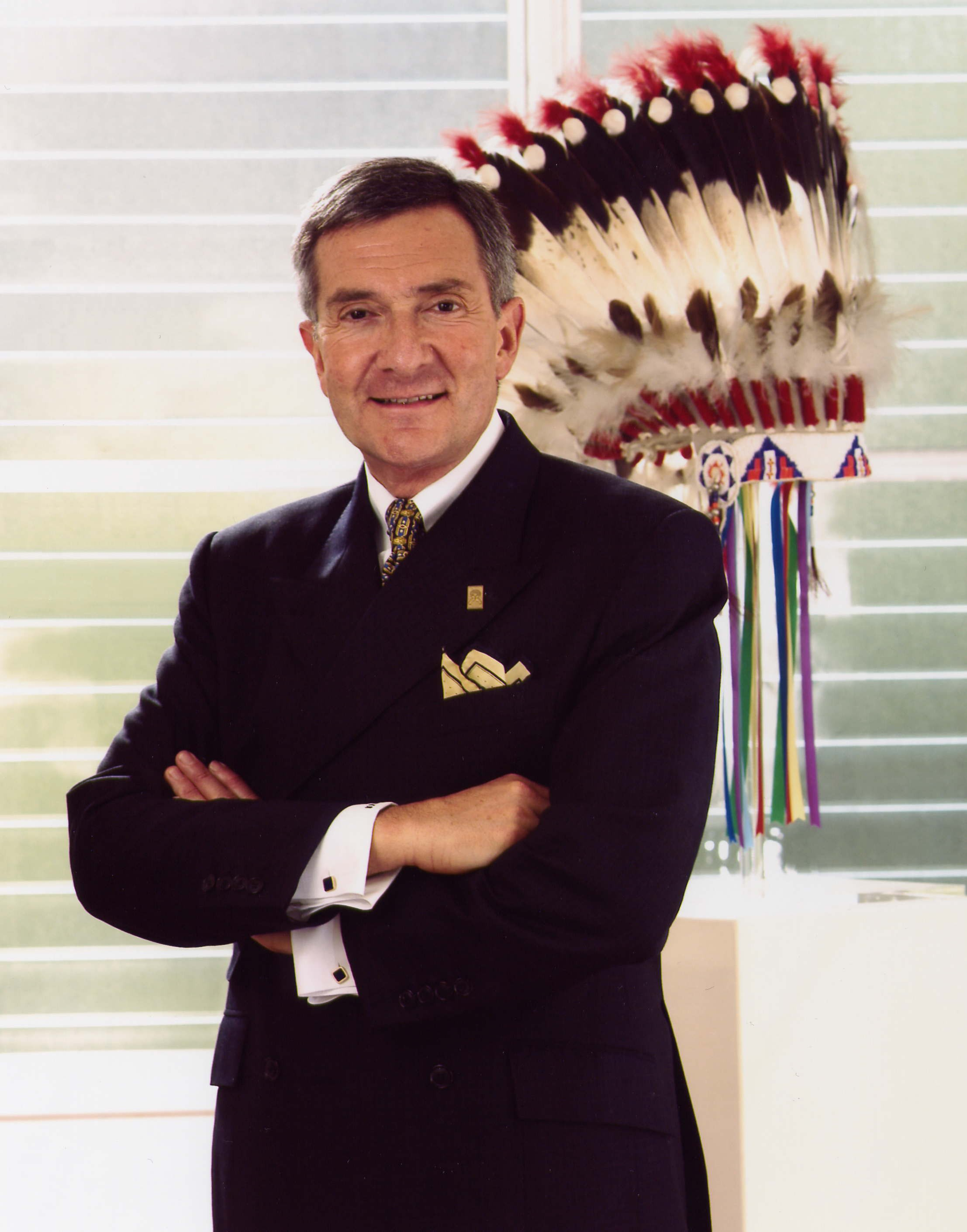
スミソニアン協会アメリカインディアン博物館の初代館長W・リチャード・ウェスト・ジュニア

- ウッドン・レッグ Wooden Leg 北方シャイアンの戦士。リトル・ビッグホーンの戦いの英雄。
- ツー・ムーンズ （著名な北方シャイアンのチーフ、原語名：Éše'he Ȯhnéšesėstse （″Ree Roman Nose″）または Ónonevóo'xénéhe 、Mȧsėhávoo'xénéhe （″Crazy Roman Nose″）
- ブラック・ケトル （原語名：Moke-tav-a-to or Mo'ôhtavetoo'o）
- ローマン・ノーズ（英語版）（原語名：Woo-ka-nay）北方シャイアン。伝説の英雄でシャイアンの4武闘集団（英語版）のひとつ「ヘラジカ戦士」（Elk Horn Scrapers 原語名：Hémo'eoxeso ）の部族長。
- ウィーゼル・ベアー
- ダル・ナイフ（英語版）原語名 Vóóhéhéve の英語転訳はモーニングスター Morning Star とも。ダル・ナイフはラコタ名 Tamílapéšni の英語転訳[注釈 4]とされる。北方シャイアンの部族長代表。
- リトル・ウルフ（英語版）（原語名：Ó'kôhómôxháahketa 正確な英語転訳は「リトル・コヨーテ」）北方 Só'taeo'o 部族長、スイート・メディシンのチーフ。Council of Forty-fourの「長老チーフ」のひとりでヘラジカ戦士。
- タシナ・ワンブリ（英名:エレーヌ・アイアンクラウド、日本人翻訳家の弥永健一と結婚し、弥永光代という日本名を持つ）
- ベン・ナイトホース・キャンベル（Ben Nighthorse Campbell）、インディアン初の上院議員（民主党から共和党）
- アウル・ウーマン Owl Woman ホワイトサンダーの娘でウィリアム・ベントの妻。息子はジョージ・ベント。
- トール・ブル Tall Bull シャイアンのイヌ戦士（英語版）代表。サミットスプリングスの戦い（英語版）で戦士。
- ウルフローブ Wolf Robe 南方シャイアンのチーフ、和平交渉役。
- ジョージ・ベント George Bent 母はアウル・ウーマン。通訳、シャイアンの歴史研究家。
- ジミー・カール・ブラック Jimmy Carl Black バンド「マザーズ・オブ・インベンション」The Mothers of Invention のドラマー、ボーカル。
- クリス・アイア Chris Eyre 南方シャイアン、南方アラパホー。映画監督、作品に「Smoke Signals」と「 Skins」（2002年）。
- ジョセフ・ファイア・クロウ Joseph Fire Crow 北方シャイアン。シャイアンの横笛奏者でスタジオ演奏家。グラミー賞候補、Nammy 賞（Native American Music Awards）受賞。
- ゴードン・イエローマン（初代）Gordon Yellowman, Sr. 南方シャイアンのチーフ。
- スーザン・ショーン・アルホ Suzan Shown Harjo 南方シャイアン、マスコギーまたはクリーク族）。スミソニアン協会国立アメリカインディアン博物館創設時の評議員。モーニングスター研究所所長（ワシントンDCに本拠を置く先住民人権擁護団体）。
- ユージン・リトル・コヨーテ Eugene Little Coyote 北方シャイアン。北方シャイアン居留地（英語版）前代表。
- 聖デイヴィッド・ペンドルトン・オーカーヘイター St. David Pendleton Oakerhater（1847年–1931年、原語名：Okuhhatuh 、意味は「薬を作る者」）南方シャイアン。レッド・リバーの戦いに参戦、マリオン砦 Fort Marion の戦いで捕虜となる。伝記画家（英語版）、ワールウィンド宣教団助祭、太陽の踊りの舞い手。アメリカ聖公会により聖人に列せられた。
- ハーヴェイ・プラット Harvey Pratt 南方シャイアン、南方アラパホー。画家、彫刻家、アメリカの代表的な法医学画家（英語版）
- W・リチャード・ウエスト・ジュニア（英語版） 南方シャイアン。スミソニアン協会アメリカインディアン博物館（英語版）初代館長。
- W・リチャード・ウエスト (初代) W. Richard West, Sr. 愛称は「ディック・ウエスト」（原語名 Wahpahnahyah ）、南方シャイアン。画家、教育者、Bacone College美術学部長。